# Humpty Dumpty

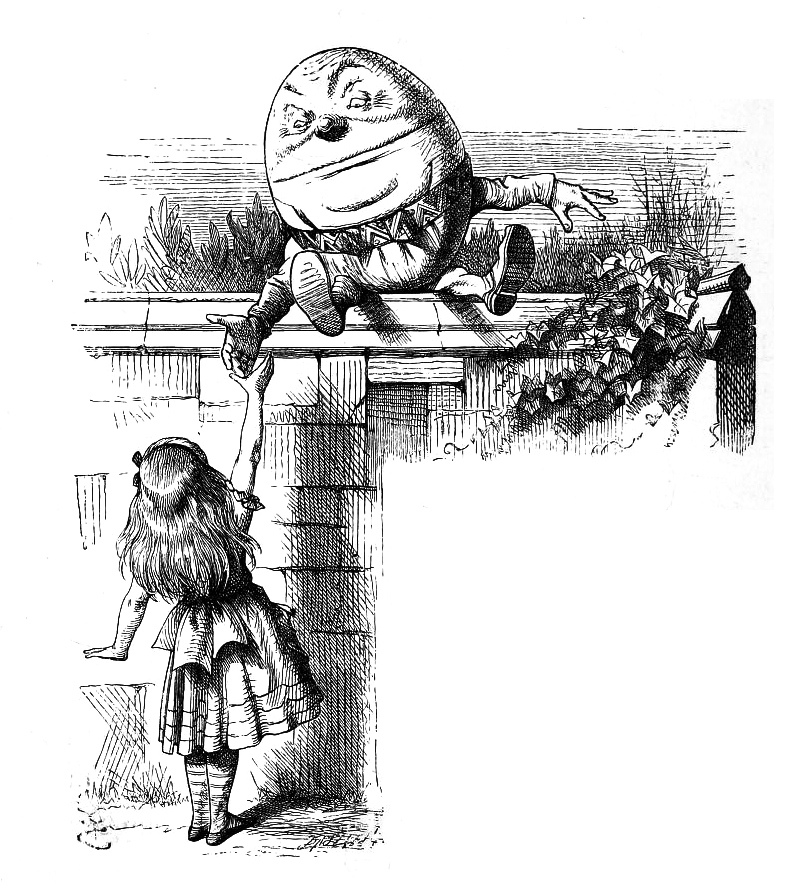
Humpty Dumpty e Alice, da Attraverso lo specchio e quel che Alice vi trovò. Illustrazione classica di John Tenniel.

Humpty Dumpty, talvolta tradotto in Unto Dunto, Tombolo Dondolo, Bindolo Rondolo o Uomo Uovo, è un personaggio di una filastrocca di Mamma Oca, rappresentato come un grosso uovo antropomorfizzato seduto sulla cima di un muretto.
Il personaggio fu utilizzato anche da Lewis Carroll, che gli fece incontrare Alice in uno dei capitoli più celebri di Attraverso lo specchio e quel che Alice vi trovò; i concetti espressi da Humpty Dumpty hanno affascinato chi si occupa di semantica e di linguistica.

## Ipotesi sull'origine
Esistono numerose teorie sull'origine del personaggio della filastrocca:
- Secondo l'ufficio del turismo dell'Anglia orientale, Humpty Dumpty fu un potente cannone all'epoca della Guerra civile inglese. Era montato sulla cima della torre della chiesa di St Mary's at the Wall di Colchester e difese la città durante l'assedio del 1648. La torre fu colpita e Humpty Dumpty fece il suo "capitombolo" (narrato dalla filastrocca) e rovinò al suolo. L'esercito del re cercò invano di ripararlo.
- Secondo altre fonti, Humpty Dumpty sarebbe il re Riccardo III d'Inghilterra, che secondo la tradizione (per esempio secondo quanto riportato da William Shakespeare nel Riccardo III) era gobbo: a ciò alluderebbe il nomignolo Humpty Dumpty: hump ha tra gli altri il significato di "gobba". Durante la battaglia di Bosworth Field, durante la quale perse la vita in combattimento, Riccardo cadde dal suo destriero, di nome Wall.
- Il nome Humpty Dumpty potrebbe anche riferirsi alla testuggine romana[senza fonte].
- "Humpty Dumpty" potrebbe essere anche un'espressione colloquiale medioevale per indicare una persona bassa e goffa. Martin Gardner, in The Annotated Mother Goose, suggerisce che da questa espressione fosse stato tratto un indovinello. La filastrocca di Humpty Dumpty, in effetti, non cita mai il fatto (tuttavia ben noto) che Humpty sia un uovo, informazione che potrebbe essere la "soluzione" dell'indovinello. Anche L. Frank Baum cita la filastrocca, interpretandola come indovinello, in Mother Goose in Prose.

## La filastrocca
La filastrocca inglese di cui è protagonista Humpty Dumpty recita:
Humpty Dumpty sat on a wall
Humpty Dumpty had a great fall
all the king's horses and all the king's men
Couldn't put Humpty together again.
Traduzione letterale italiana:
Humpty Dumpty sedeva su un muro.
Humpty Dumpty fece una bella caduta.
e tutti i cavalli e tutti gli uomini del Re
non poterono mettere Humpty di nuovo insieme.
oppure:
Humpty Dumpty sul muro sedeva.
Humpty Dumpty dal muro cadeva.
Tutti i cavalli e i soldati del Re,
non riusciranno a rimetterlo in pié.
o ancora:
Humpty Dumpty sedeva sul muro
Humpty Dumpty cascò sul duro,
Tutti i fanti che accorsero tosto
Non seppero alzarlo e rimetterlo a posto.
Nella collana I Quindici compare come:
"Tombolo Dondolo sul muro sedeva"
"Tombolo Dondolo dal muro cadeva"
"E non bastarono a metterlo in pié"
"Tutti gli uomini e i cavalli del re"
In un episodio della serie animata Le tenebrose avventure di Billy e Mandy viene riportato uno stralcio della filastrocca di Humpty Dumpty, che nell'adattamento italiano è così resa:
"Ovino Ovetto sedeva sul muretto"
"Ovino Ovetto cadde giù dal parapetto"
Verso la fine degli anni sessanta, nella trasmissione televisiva Giocagiò, condotta da Nino Fuscagni e Lucia Scalera, veniva proposto spesso un adattamento musicale in italiano della filastrocca cantato dalla conduttrice, a tempo di hully gully, con il testo: "Testa d'Uovo, Testa d'Uovo, Testa d'Uovo sta sul muro, Testa d'Uovo fa un gran volo: tutti i cavalli del Re, tutti i soldati del Re, non riescono a metterlo in pie'".

## Humpty Dumpty di Carroll

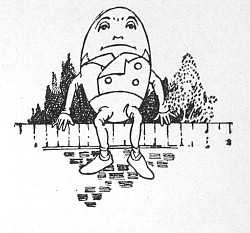
Humpty Dumpty prima di cadere dal muro

Il personaggio di Humpty Dumpty compare anche in Attraverso lo specchio e quel che Alice vi trovò: egli "nasce" da un uovo che Alice acquista nel negozietto della Vecchia Pecora, che cresce per magia una volta che la bambina si ritrova nella foresta.
Il personaggio è protagonista di uno dei dialoghi più celebri dell'intero romanzo, e vi compaiono alcune invenzioni linguistiche in seguito entrate nell'uso soprattutto, ma non solo, nelle culture di lingua inglese. È in questo dialogo, per esempio, che compare il concetto carrolliano di non compleanno (questo concetto ricorre nell'episodio del Tea Party). Inoltre, Humpty Dumpty rivela ad Alice il suo approccio all'uso delle parole, che non ha mancato di affascinare chi si occupa di semantica e di linguistica: "quando io uso una parola [...] essa significa esattamente ciò che io voglio che significhi. [...] Con impenetrabilità intendevo dire che di quel soggetto ne abbiamo avuto abbastanza e tanto varrebbe che tu mi dicessi cosa vuoi fare dopo". All'osservazione di Alice che le parole possono avere tanti significati, Humpty Dumpty replica "quando faccio fare a una parola un simile lavoro [...] la pago sempre di più".
L'abitudine di Humpty Dumpty di "comandare" le parole per dar loro il significato che preferisce evidentemente potrebbe creare qualche difficoltà di comunicazione fra i due. Alla luce di questa considerazione, anche la battuta precedente di Alice ("non so che cosa intendiate per «gloria»") può essere letta in una nuova luce e definisce in sostanza il problema di fondo della semantica (risponde Humpty: "è naturale che tu non lo sappia... finché non te lo dico io.").
Affascinata dalla dimestichezza di Humpty Dumpty con le parole, Alice gli chiede di spiegarle il significato della misteriosa poesia Jabberwocky. Nella spiegazione che segue, Humpty Dumpty introduce un altro concetto (in seguito entrato nell'uso corrente in lingua inglese), quello di parola portmanteau, ovvero una parola composta da due parole fuse assieme (come momrats nel Jabberwocky, ma anche per esempio smog nella "lingua reale"; vedi anche parola macedonia).

## Riferimenti
- Nel romanzo Incompreso (Misunderstood, 1869) di Florence Montgomery è citata la filastrocca di Humpty Dumpty, paragonato al piccolo protagonista che "cade e si rompe non sanno rimetterlo in piè". Il piccolo Humpry infatti rimane paralizzato dopo una brutta caduta
- La filastrocca di Humpty Dumpty è uno dei numerosi temi ricorrenti all'interno del romanzo Finnegans Wake (1939) di James Joyce.
- Il primo flipper mai realizzato (prodotto da Gottlieb nel 1947) fu chiamato Humpty Dumpty.
- Nel film Pull My Daisy (1959), narrato da Jack Kerouac, viene cantata questa filastrocca.
- Il premio Nobel Friedrich von Hayek lo impiega, citando Alice nel paese delle meraviglie di Lewis Carroll, a proposito della confusione semantica in cui cadono i giuristi positivisti nella definizione di legge. (Legge, legislazione e libertà, Saggiatore, Milano, 1989, 243; or. ing. The mirage of social justice, 1967).
- Si ritiene che si riferisca al personaggio di Humpty Dumpty la frase I am the eggman ("io sono l'uomo uovo") del brano I Am the Walrus dei Beatles, dall'album Magical Mystery Tour del 1967. Nello stesso brano, sempre nel ritornello, John Lennon emette dei versi, goo goo g'joob, che sarebbero le parole di Humpty Dumpty quando cadde e si ruppe la testa.
- È il titolo della prima raccolta di poesie di Giulia Niccolai (Humpty Dumpty, Geiger, Torino, 1969).
- Nel concept album To Anyone Who's Ever Laughed At Someone Else (1974) del cantante folk rock Randy Rice c'è una traccia intitolata Mr. Dumpty, Before The Fall che non consiste in altro che in una voce femminile che riporta una frase del dialogo con Alice: "When I said a word" said Humpty Dumpty "It means just what I choose it to mean - neither more, or less." coerentemente con lo spirito di alienazione dell'album.
- Nel Brano Squonk dei Genesis, contenuto nell'album A Trick of the Tail del 1976, è presente il verso "All the king's Horses and all the king's man could never put a smile on that face".
- Il riferimento alla filastrocca appare nel titolo del libro e nella sua trasposizione filmica Tutti gli uomini del presidente del 1976 a proposito dello scandalo Watergate.
- Chick Corea ha composto il brano Humpty Dumpty inserito nell'album The Mad Hatter del 1978, tutto il disco (i brani e la copertina) sono un chiaro riferimento al mondo incantato di Le avventure di Alice nel Paese delle Meraviglie.
- La Ferrero utilizzò il personaggio di Humpty Dumpty per uno spot pubblicitario trasmesso nel Regno Unito nei primi anni ottanta.
- Nel libro Città di vetro di Paul Auster (contenuto nella raccolta Trilogia di New York, pubblicata nel 1985), l'Humpty Dumpty viene definito da uno dei personaggi quale profeta della strada dell'uomo per la ricostruzione del Paradiso Terrestre.
- Il terzo verso della filastrocca è citato nella canzone Don't Pray On Me dei Bad Religion contenuta nell'album Recipe for Hate del 1993
- Appare in una breve scena del lungometraggio d'animazione Pagemaster - L'avventura meravigliosa del 1994 nella quale Humpty Dumpty cade appunto da un muretto.
- Humpty Dumpty è anche un criminale avversario di Batman. Monta e smonta tutto ciò che vede, finito in manicomio dopo avere smontato e cercato di rimontare la sua amata nonnina.
- La canzone The Humpty Dumpty Love Song dei Travis, dall'album The Invisible Band pubblicato nel 2001 parafrasa il terzo e quarto verso della filastrocca di Humpty Dumpty in questo modo: "All of the king's horses and all of the king's men, Couldn't put my heart back together again" ("Tutti i cavalli e tutti gli uomini del Re, non basterebbero a rimettere di nuovo insieme i pezzi del mio cuore")
- Humpty Dumpty LSD è il titolo della seconda raccolta, pubblicata nel 2002, dei Butthole Surfers, un gruppo alternative rock americano.
- Nel libro The big over easy del 2005 di Jasper FForde la Nursery Crime Division investiga sulla morte di Humpty Dumpty caduto dal muro
- È un personaggio della storia del videogioco LittleBigPlanet che aiuta il giocatore con utili consigli da seduto sopra un muretto. Se aperto, regalerà cento punti in bolle punteggio.
- È citato da Hannibal Lecter nella serie TV "Hannibal" in riferimento al fatto che il Dr.Chilton era stato "smontato" letteralmente da un suo ex paziente, i dottori riescono a curarlo e Hannibal gli dice:"Sembra che tutti i cavalli e tutti gli uomini del re abbiano rimesso insieme Humpty Dumpty"
- Nel telefilm Dr. House MD il titolo originale americano della puntata 2x03 è "Humpty Dumpty" (in Italia "Sensi di colpa"). Inoltre, sempre nello stesso telefilm la filastrocca viene citata dallo stesso House nell'episodio 3x06, intitolato "C'est la vie" nella versione italiana.
- Viene citato nel titolo della canzone chiamata appunto "Humpty Dumpty" degli AJR
- Nel telefilm Star Trek: Enterprise, nella puntata Punto di Non Ritorno Trip Tucker cita il terzo verso della filastrocca ad Hoshi Sato, quando lei ha appena subito il suo primo teletrasporto e afferma di non essere sicura di essere tornata intera. Nella versione italiana, Tucker cita il secondo verso.
- È il nome di uno dei personaggi del manga giapponese Project Arms
- Nella canzone Pudding Time della band statunitense Primus viene riportata per intero la filastrocca.
- Nel quarto capitolo della saga di Twilight, Breaking Dawn, viene citato mentre Edward e Jacob cercano di salvare Bella dopo aver partorito.
- Nella terza puntata della prima stagione della serie TV Six Feet Under, Nate paragona ad Humpty Dumpty un operaio morto fatto a pezzi da un impastatore gigante.
- Nella serie animata Grimmy, Humpty Dumpty appare in alcuni episodi con il nome di Testaduovo.
- Nella quinta stagione di Dexter, serie televisiva prodotta da Showtime, nella nona puntata Dexter si paragona ad Humpty Dumpty a causa dalla sua frattura interiore dopo la morte della moglie Rita, mentre parla con Jordan Chase.
- Nel film Nemico pubblico del 1998 viene usata la frase "We need two techs with full electronic capabilities... two humpty-dumpties", con il significato di "sacrificabili" o "usa e getta", nel senso che la loro missione poteva comportare il loro sacrificio.
- Nell'episodio 3x01 del telefilm Castle, quando vede il detective Ryan cercare di tenere in piedi un uovo, la detective Beckett gli chiede se non stesse riproducendo la scena della morte di Humpty Dumpty. Il personaggio viene citato anche altre volte nel corso della puntata.
- Nel film Collateral del 2004 il personaggio di Felix, rivolgendosi a Max che ha perso la lista degli informatori, dice: "Sorry? 'Sorry' does not put Humpty Dumpty back together again."
- Humpty Dumpty è anche un personaggio del manga e anime Pandora Hearts, in particolare è il chain di Elliot Nightray.
- Nell'episodio La fuggitiva (titolo originale The Runaway) del telefilm Terra Nova il personaggio di Jim dice alla moglie, mentre quest'ultima gli cura le ferite, che lo fa sentire come Humpty Dumpty
- Nel videogame Bayonetta nei primi minuti di gioco viene citato durante il funerale.
- Ne L'ultimo saluto di Sherlock Holmes di Arthur Conan Doyle l'investigatore inglese vi fa riferimento nel racconto L'avventura dei progetti Bruce-Partington.
- Appare in un episodio del cartone animato" Il piccolo regno di Ben e Holly".
- Nel videogioco One Night at Flumpty's, parodia di Five Nights at Freddy's, il protagonista "Flumpty Bumpty" fa riferimento ad Humpty Dumpty
- Nell'episodio Uno sparo nel buio (titolo originale "The shot in the dark") del telefilm Bones la dottoressa Saroyan cita Humpty Dumpty in riferimento alle fratture del cadavere che sta esaminando con la dottoressa Brennan.
- Nel franchise di bambole Ever After High della Mattel appare Humphrey Dumpty, figlio di Humpty Dumpty e Ribelle.
- Nel film del 2016 Alice attraverso lo specchio Humpty Dumpty fa una breve apparizione, doppiato dall'attore Wally Wingert.
- La cantautrice americana di origini giapponesi Mitski ha composto la canzone "Humpty" contenuta nell'album del 2013 "Retired from Sad, New Career in Business" in cui parla di gusci di uova infranti che non possono essere raccolti e la frase "But Humpty Dumpty it's much too much Too frail for me to touch".
- Humpty Dumpty è anche un personaggio di un manhwa di nome "Blood Bank".
- Viene menzionato nel secondo film di animazione Cattivissimo Me 2 da Agnes quando gli chiedono a chi somigliasse Gru
- Viene citato da Negan nel volume 19 del fumetto The Walking Dead.
- La filastrocca è ripresa all'interno del singolo di Taylor Swift del 2019 intitolato The Archer.
- In "The turn of a friendly card", canzone che dà il titolo al quinto album degli Alan Parsons' Project (1980), compare il verso "And not all the King's horses and all the King's men have prevented the fall of the unwise"
- Compare inoltre ne Il gatto con gli stivali (Puss In Boots), film d'animazione del 2011 diretto da Chris Miller. È l'amico/antagonista/coprotagonista del personaggio principale Gatto e si chiama appunto Humpty Alexander Dumpty.
- Esiste una carta di Yu-Gi-Oh! chiamata "Burattino Arnese Humpty Dumpty".
- Viene citato nel romanzo di Philip K. Dick "Noi Marziani" (Martian Time-Slip, 1964).
- Il libro della scrittrice canadese Louise Penny "A trick of the light" ( Three Pines Creation, 2011) per bocca di diversi personaggi, fra cui il protagonista Armand Gamache, cita Humpty Dumpty diverse volte utilizzandone la metafora per spiegare la svolta di vita necessaria in chi aderisce al cammino degli Alcolisti Anonimi